# Paratropis calarca
Paratropis calarca (лат.) — вид мигаломорфных пауков рода Paratropis из семейства Paratropididae. Южная Америка: Колумбия (Каларка, департамент Киндио). Видовое название происходит от имени мифического касика Каларке (Calarcá), вождя племени индейцев, сопротивлявшемуся испанскому завоеванию и популярному в районе, где был найден этот вид.

## Описание
Длина около 2 см (карапакс 9,4 мм, брюшко около 10 мм; хелицеры самки около 5 мм). Тело с вкраплениями частиц почвы; карапакс и ноги красновато-тёмно-коричневые, хелицеры тёмно-коричневые, брюшко тёмно-коричневое.
Отличается от всех других видов Paratropis морфологией сперматековых розеток с широким основанием, сужающимся в базальной трети, за которым следует длинная узкая шейка, заканчивающаяся в основании с двумя долями. Дополнительным отличием является расположение и ориентация розеток: длинные шейки сходятся, напоминая скобки. Отличается от Paratropis chami (Бразилия), описанного на основе самца, отсутствием брюшных бугорков. Для Paratropis calarca как у других видов рода характерно наличие нижнего тарзального когтя (ITC, inferior tarsal claw) на ногах передней пары I, двух пар спиннерет (задней срединной PMS, posterior median spinnerets и задней боковой PLS, posterior lateral spinnerets), самцы без голенного апофиза, а пальпальный бульбус с эмболусом относительно прямой, тонкий и очень удлинённый; самки со сперматекальными розетками с многолопастным дном. Брюшко самки без рисунка, бугорки отсутствуют. Апертуры лёгких выступающие, овальные, склеротизованные. Две сперматеки с широким основанием, сужающимся в базальной трети, за которым следует длинная узкая шейка, заканчивающаяся в основании с меньшим количеством долей и ориентацией розеток. Паутинные бородавки: PMS длиной 1,02; PLS длиной 3,91, апикальный сегмент дигитиформный. Базальный сегмент PLS разделён на две неравные кутикулярные пластинки.

## Классификация
Вид был впервые описан в 2025 году уругвайскими арахнологами Emilia Tauber, Carlos Perafán и Fernando Pérez-Miles (Sección Entomología, Facultad de Ciencias, Монтевидео, Уругвай). Таксон Paratropis calarca отличается от самок всех других видов рода Paratropis морфологией сперматек.